# Associação de Voleibol Amador das Marianas Setentrionais
A Associação de Voleibol Amador das Marianas Setentrionais  (em inglêsːNorthern Mariana Islands Volleyball Federation, NMIVA) é  uma organização fundada em 1986 que governa a pratica de voleibol nas Marianas Setentrionais, sendo membro da Federação Internacional de Voleibol e da Confederação Asiática de Voleibol, a entidade é responsável por  organizar  os campeonatos nacionais de  voleibol masculino e feminino no país.